# Stefanie Hildebrand
Stefanie Hildebrand, född 24 mars 1987 i Halle, Östtyskland, är en tysk före detta skidskytt. Hildebrands tvillingsyster Franziska är också skidskytt.

## Meriter
Europamästerskapen i skidskytte 2010
- Guld, staffel 4x6km